# Renzo Righetti
Lorenzo Righetti, detto Renzo (Moncalieri, 17 agosto 1930 – Torino, 23 ottobre 2013), è stato un arbitro di calcio e dirigente sportivo italiano.

## Biografia
Iniziò la propria carriera come arbitro, debuttando in serie A nel 1960 in occasione della partita Palermo-Spal e mettendo assieme un totale di 38 presenze nella massima serie fino al 1966, quando decise di smettere di arbitrare a causa di un infortunio. Dopo essere stato a capo del Settore Giovanile del Comitato Regionale Piemontese FIGC e nel Comitato Nazionale dell'AIA nella stagione 1971-1972, divenne vice-designatore nella Commissione Arbitri Nazionale presieduta da Giuseppe Ferrari Aggradi tra il 1972 e il 1978, e poi presidente della Lega Nazionale Professionisti dal 1978 al 1981.
Il 20 gennaio 1988, un mese dopo la scomparsa di Pier Cesare Baretti, divenne presidente della Fiorentina, società calcistica all'epoca presieduta da Flavio Pontello; la prima partita sotto la sua presidenza fu uno 1-3 subito allo Stadio Comunale da parte del Napoli. Nella stagione successiva, la Fiorentina allenata da Sven-Göran Eriksson riuscì a qualificarsi per la Coppa UEFA, battendo allo spareggio la Roma.
Nel 1990, Pontello decise di ricoprire la carica di presidente, pochi mesi prima della cessione della società a Mario Cecchi Gori, dopo la finale di Coppa UEFA 1989-1990 e la cessione di Roberto Baggio alla Juventus. Dopo l'acquisto della società da parte di Cecchi Gori, fu presidente della Federcalcio Spa, la finanziaria della Federazione.
Renzo Righetti ha operato per molti anni all’interno del Settore tecnico della Federazione calcistica, divenendone presidente nel 1994 fino al 1997. In questa veste, fu coinvolto in una particolare querelle: nell'ottobre del 1995, infatti, tentò di impedire l'approdo dell'allenatore inglese Roy Hodgson all'Inter appellandosi all'art. 19 del regolamento del settore tecnico, secondo cui "i tecnici stranieri debbono essere tesserati tra il primo giugno e il 31 luglio". La questione venne risolta imponendo a Hodgson di frequentare per circa tre mesi un corso di abilitazione a Coverciano, che l'allenatore inglese superò con successo il 6 febbraio 1996.
È scomparso a Torino il 24 ottobre 2013 all'età di ottantatré anni. I funerali si sono tenuti il 28 ottobre presso la parrocchia del Sacro Cuore di Gesù di Torino.